# FK 츠르베나 즈베즈다
FK 츠르베나 즈베즈다(세르비아어: Фудбалски клуб Црвена звезда, Fudbalski Klub Crvena Zvezda)는 베오그라드를 연고로 하는 세르비아의 축구 클럽이다. 클럽 이름의 츠르베나 즈베즈다는 세르비아어로 "붉은 별"을 뜻하며 영어 이름 레드 스타 베오그라드(Red Star Belgrade)라는 이름으로 불리기도 한다.
이 팀들의 서포터들은 영웅을 의미하는 델리예(Delije)로 불리는데 세르비아 내 라이벌은 같은 베오그라드를 연고로 두는 파르티잔 베오그라드와 OFK 베오그라드가 있다.

## 역사
유고슬라비아 사회주의 연방공화국 시대였던 1945년에 유고슬라비아 내무부 소속 축구단으로 창단했다. 유고슬라비아 국방부가 파르티잔 축구단을 창설하면서 츠르베나 즈베즈다와 파르티잔은 숙명의 라이벌 관계를 형성하게 된다.
1948년, 1949년, 1950년에는 유고슬라비아 컵에서 우승을 달성했으며 1951년, 1953년, 1956년에는 유고슬라비아 리그에서 우승을 달성했다. 클럽의 1번째 유럽 대항전 시즌인 1956-57년 유러피언컵 시즌에서는 준결승전에 진출했고 1957-58년 유러피언컵 시즌에서는 8강전에 진출했다. 1970-71년 유러피언컵 시즌에서는 준결승전에 진출했고 1978-79년 UEFA컵 시즌에서는 서독의 보루시아 묀헨글라트바흐에 패배하면서 준우승을 기록했다.
1986년 드라간 스토이코비치를 영입한 츠르베나 즈베즈다는 5년에 걸친 장기 계획을 수립하면서 유럽 대항전 우승을 목표로 내걸었다. 츠르베나 즈베즈다의 계획은 1987년부터 시작되었다. 츠르베나 즈베즈다는 1986-87년 유러피언컵 시즌에서 준결승전에 진출했지만 스페인의 레알 마드리드에 패하면서 탈락하고 만다.
유러피언컵 1990-91에서는 프랑스의 올랭피크 드 마르세유를 승부차기 끝에 누르고 우승을 달성했다. 츠르베나 즈베즈다의 유러피언컵 우승 시절에 활약했던 주요 선수로는 로베르트 프로시네치키, 시니샤 미하일로비치, 블라디미르 유고비치, 데얀 사비체비치, 다르코 판체프, 미오드라그 벨로데디치가 있다. 1991년 일본 도쿄도에서 열린 1991년 인터콘티넨털컵에서는 칠레의 콜로-콜로를 누르고 우승을 차지했다.
츠르베나 즈베즈다는 유고슬라비아 전쟁의 여파로 인해 큰 타격을 입었다. 유러피언컵 1991-92 시즌에서는 모든 홈 경기를 중립 지대에서 개최했다. 츠르베나 즈베즈다는 이 대회에 처음으로 도입된 조별 예선에서 이탈리아의 삼프도리아에 밀려 탈락하고 만다.
유고슬라비아 리그 소속 팀들은 유고슬라비아 전쟁과 관련된 국제 사회의 제재로 인해 1997-98 시즌이 시작될 때까지 유럽 대항전에 참가하는 것이 금지되었다. 이 때문에 츠르베나 즈베즈다의 주요 선수들은 해외 리그로 떠나게 되었고 츠르베나 즈베즈다는 유럽 대항전에서 보기 어려운 팀이 되었다.

## 우승 기록

### 국내 대회

#### 리그
- 리그 챔피언 (총 35회)[2]
  - 유고슬라비아 인민 연방공화국 리그 우승 (1회) : 1946년
  - 구 유고슬라비아 리그 우승 (18회): 1951, 1953, 1956, 1957, 1959, 1960, 1964, 1968, 1969, 1970, 1973, 1977, 1980, 1981, 1984, 1988, 1990, 1991
  - 신 유고슬라비아 리그 우승 (6회): 1992, 1995, 2000, 2001, 2003, 2006
  - 세르비아 리그 우승 (11회): 2007, 2014, 2016, 2018, 2019, 2020, 2021, 2022, 2023, 2024, 2025

- 리그 컵 (총 28회)[3]
  - 구 유고슬라비아 컵 우승 (12회): 1948, 1949, 1950, 1958, 1959, 1964, 1968, 1970, 1971, 1982, 1985, 1990
  - 신 유고슬라비아 컵 우승 (9회): 1993, 1995, 1996, 1997, 1999, 2000, 2002, 2004, 2006
  - 세르비아 컵 우승 (7회): 2007, 2010, 2012, 2021, 2022, 2023, 2024

### 국제 대회
FK 츠르베나 즈베즈다는 세르비아와 그 전신인 유고슬라비아의 축구 클럽 중에서 가장 성공적인 팀이며, 동유럽의 축구 클럽 중에서 유일하게 유러피언컵과 인터콘티넨털컵에서 우승하였다.
- 유러피언컵 / UEFA 챔피언스리그

● 우승 (1): 1990-91
- UEFA컵 / UEFA 유로파리그

● 준우승 (1): 1978-79
- 미트로파컵

● 우승 (2): 1958, 1967-68
- 인터콘티넨털컵 / FIFA 클럽 월드컵

● 우승 (1): 1991
- UEFA 슈퍼컵

● 준우승 (1): 1991

## 선수 명단

### 현역
참고: FIFA 자격 규정에 따라 소속된 국가대표팀 국기를 표시합니다. 선수는 복수의 FIFA 비회원국 국적을 가지고 있을 수 있습니다.
| 번호 | 포지션 | 국적             | 이름                 |
| ---- | ------ | ---------------- | -------------------- |
| 3    | DF     | 콜롬비아         | 케이메르 산도발      |
| 4    | MF     | 몬테네그로       | 미르코 이바니치      |
| 15   | FW     | 콩고 민주 공화국 | 실라스 카톰파 음붐파 |

| 번호 | 포지션 | 국적 | 이름   |
| ---- | ------ | ---- | ------ |
| 66   | DF     |      | 설영우 |

## 역대 감독
| 감독                    | 임기      |
| ----------------------- | --------- |
| 브라니슬라프 세쿨리치   | 1953      |
| 미샤 파비치             | 1957~1964 |
| 밀랸 밀랴니치           | 1966~1974 |
| 벨리보르 바소비치       | 1986~1988 |
| 드라고슬라브 셰쿨라라츠 | 1989~1990 |
| 륩코 페트로비치         | 2004      |
| 발테르 젱가             | 2005~2006 |
| 보슈코 주로프스키       | 2007      |
| 알렉산다르 얀코비치     | 2007~2008 |
| 즈데네크 제만           | 2008      |
| 로베르트 프로시네치키   | 2010~2012 |
| 알렉산다르 얀코비치     | 2012~2013 |
| 미오드라그 보조비치     | 2015~2016 |
| 보슈코 주로프스키(대행) | 2017      |
| 데얀 스탄코비치         | 2019~2022 |
| 바락 바하르             | 2023      |
| 블라단 밀로예비치       | 2023~     |